# حلوانی
ابوعبدالله حسین بن محمد بن حسن بن نصر (سدهٔ پنجم هجری) ادیب و متکلم شیعه اهل بغداد بود. از آثار او عبارت است از: نزهة الناظر و تنبیه الخاطر، لوامع، السقیفه، الدار، الجمل، صفین، مثالب الادعیاء.